# Vale Royal
Vale Royal – były dystrykt w hrabstwie Cheshire w Anglii. W 2001 roku dystrykt liczył 122 089 mieszkańców.

## Civil parishes
- Acton Bridge, Allostock, Alvanley, Anderton with Marbury, Antrobus, Aston, Barnton, Bostock, Byley, Comberbach, Crowton, Cuddington, Darnhall, Davenham, Delamere, Dutton, Frodsham, Great Budworth, Hartford, Helsby, Kingsley, Lach Dennis, Little Budworth, Little Leigh, Lostock Gralam, Manley, Marston, Moulton, Nether Peover, Norley, Northwich, Oakmere, Rudheath, Rushton, Sproston, Stanthorne, Sutton, Tarporley, Utkinton, Weaverham, Whitegate and Marton, Whitley, Wimboldsley, Wincham i Winsford[2].